# Leucophanella amoena
Leucophanella amoena là một loài rêu trong họ Calymperaceae. Loài này được Broth. M. Fleisch. mô tả khoa học đầu tiên năm 1923.